# 恩戈齊火山

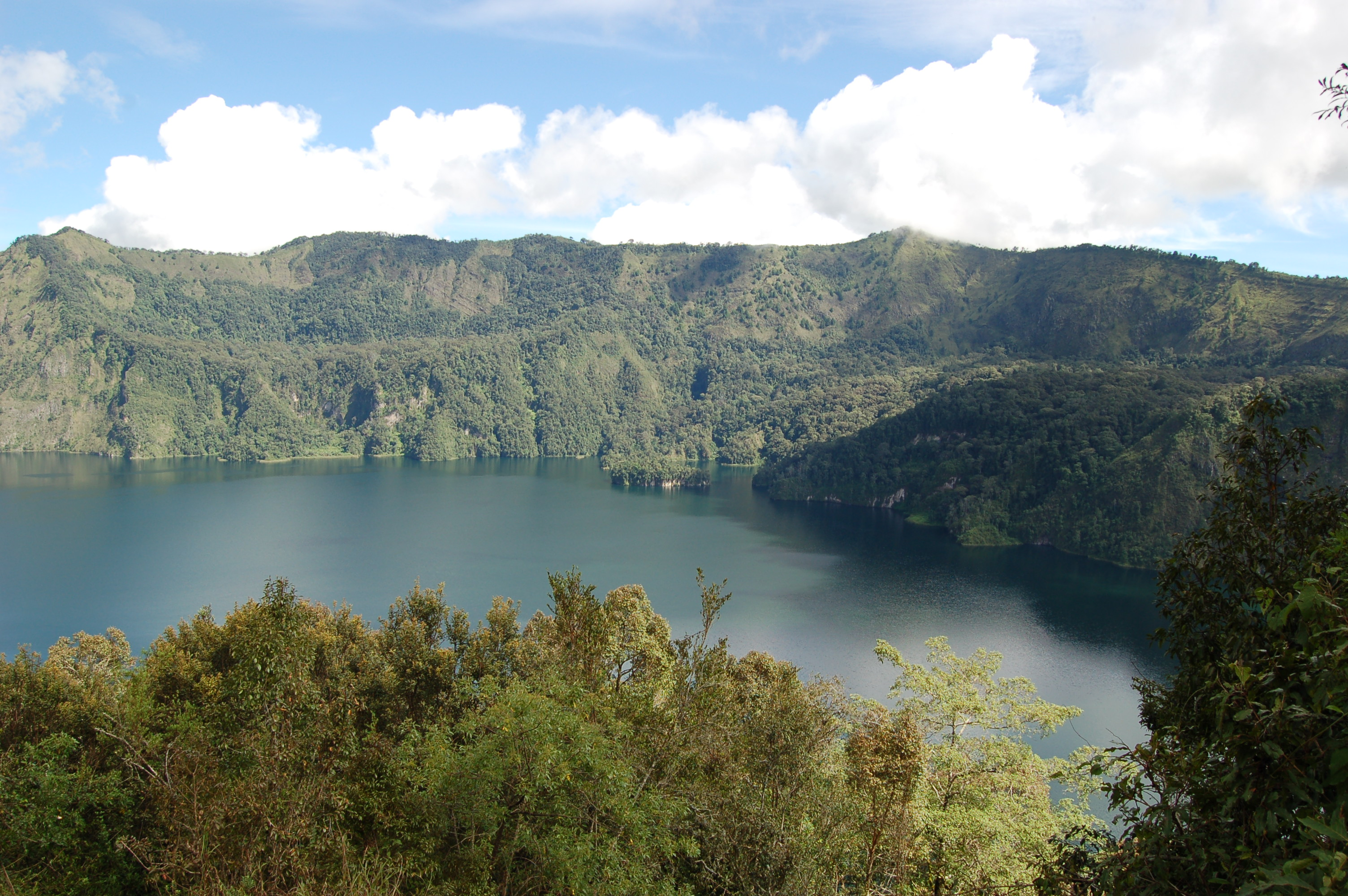

恩戈齊火山是坦桑尼亞的火山，位於該國南部，海拔高度2,622米，山體由粗面岩和響岩組成，火山口長2.5公里、寬1.5公里，最近一次火山噴發在1450年左右發生。